# 神縄村
神縄村（かみなわむら）は、神奈川県足柄上郡に存在した村。現在の山北町中部に位置した。

## 地理
- 川：河内川、中川川、玄倉川

## 歴史
- 1889年（明治22年）4月1日 - 町村制の施行により、神縄村が単独村制。川西村、湯触村、谷ケ村、山市場村との町村組合が発足し、組合役場を川西村大字川西に設置。大字は編成しなかった。
- 1925年（大正14年）2月1日 - 字日影、日向、堀木沢などが清水村に、字田ノ入、尾崎などが三保村に分割編入。それぞれ清水村大字神縄、三保村大字神尾田となる。同日神縄村廃止。